# 梅尔赛姆
梅尔赛姆（法語：Melsheim，法語發音：[mɛlsaim]）是法国下莱茵省的一个市镇，属于萨韦尔讷区。

## 地理
梅尔赛姆（48°45'27"N, 7°31'18"E）面积5.21 平方千米，位于法国大東部大區下莱茵省，该省份为法国大陆部分最东部的省份，是阿尔萨斯的一部分，今与上莱茵省组成了阿尔萨斯欧洲集体，其南至上莱茵省，西南接孚日省和默尔特-摩泽尔省，西接摩泽尔省，北与德国接壤，东侧沿莱茵河与德国相望。
与梅尔赛姆接壤的市镇（或旧市镇、城区）包括：维尔维赛姆、戈特赛姆、英格奈姆、谢尔勒奈姆、维凯尔桑维尔索桑、盖斯维莱尔-泽伯斯多夫、奥克费尔登。
梅尔赛姆的时区为UTC+01:00、UTC+02:00（夏令时）。

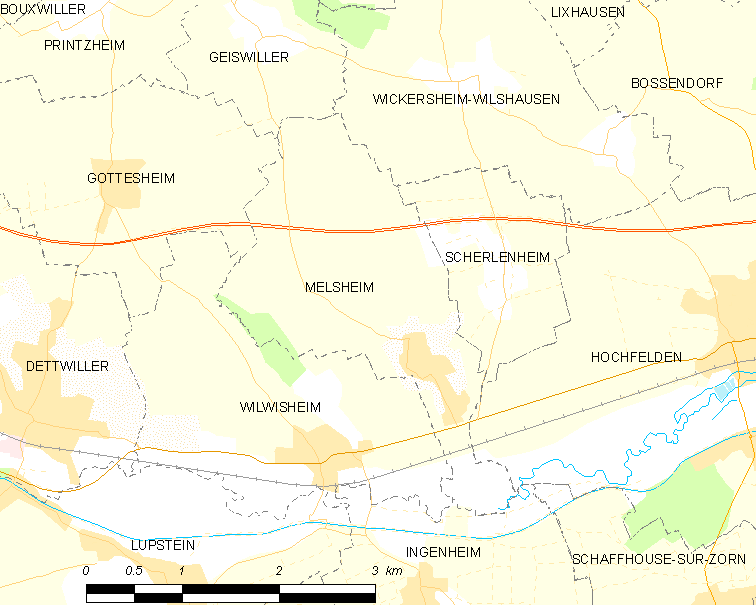
梅尔赛姆的OSM定位图

## 行政
梅尔赛姆的邮政编码为67270，INSEE市镇编码为67287。

## 政治
梅尔赛姆所属的省级选区为布克斯维莱尔县。

## 人口

1962-2008年间梅尔赛姆人口变化图示

梅尔赛姆于2022年1月1日时的人口数量为559人。